# 森田耕一郎 (天文学者)
森田 耕一郎（もりた こういちろう、1954年4月8日 - 2012年5月7日）は日本の天文学者。専門は電波天文学で、「電波干渉計によるイメージング技術、星惑星系形成、電波干渉計による高精度イメージング法」など。元国立天文台電波研究部教授。

## 略歴
福岡県田川市出身。1977年（昭和52年）名古屋大学工学部卒業。名古屋大学大学院に進学し、電波天文学を専攻。1992年（平成4年）に論文「ミリ波帯宇宙電波の開口合成観測法に関する研究」により名古屋大学から博士（工学）の学位を取得。
1983年（昭和58年）に東京大学東京天文台（現・国立天文台）に入り、野辺山宇宙電波観測所助手を務め、ミリ波干渉計グループのスタッフとしてその建設と研究に従事した。「開口合成法」（複数のアンテナを組み合わせて一つの望遠鏡とする方法）の研究者として知られ、2006年（平成18年）にアタカマ大型ミリ波サブミリ波干渉計（ALMA）国際チームの一員となって、日本の「アタカマコンパクトアレイ（Atacama Compact Array）」の16基のアンテナ群「いざよい」の配列設計を行なった。
1994年（平成6年）、国立天文台電波天文学研究系助教授に昇格。国立天文台電波研究部ALMA推進室准教授を経て、2010年（平成22年）には同教授に昇進し同年9月からチリに赴任、2012年（平成24年）4月には国立天文台チリ観測所教授に着任、総合研究大学院大学の物理科学研究科天文科学専攻電波天文学担当教授も務めていたが、観測開始を目前にした2012年5月7日、サンティアゴの自宅前で強盗に頭を殴られ死亡した。
2013年3月にサンティアゴで開催されたアルマ評議会において、「アタカマコンパクトアレイ（ACA）」の別名を「モリタアレイ」とすることが全会一致で決定された。日本国外に設置される望遠鏡に日本人の名前がつくのはこれが初めてである。
2013年8月2日、森田の功績を讃え、火星と木星の間にある小惑星帯の小惑星 (14047) 1995 WG5 が Kohichiro と命名された。